# أوربيتا (آبلة)
بلدية أوربيتا (بالإسبانية: Orbita) هي بلدية تقع في مقاطعة آبلة التابعة لمنطقة قشتالة وليون وسط إسبانيا.

## الديموغرافيا
بلغ عدد سكان بلدية أوربيتا 97 نسمة عام 2011 (وفقاً للمعهد الوطني للإحصاء الإسباني).
| 111 | 107 | 100 | 96 | 103 | 96 | 97 |